# Férfi kajak egyes 10 000 méter az 1956. évi nyári olimpiai játékokon
Az 1956. évi nyári olimpiai játékokon a kajak-kenu férfi kajak egyes 10 000 méteres versenyszámát november 30-án rendezték a Wendouree-tó-ban.

## Eredmények

### Döntő
| Helyezés | Név                 | Nemzet                      | Idő     | Mj |
| -------- | ------------------- | --------------------------- | ------- | -- |
| Arany    | Gert Fredriksson    | Svédország (SWE)            | 47:43,4 |    |
| Ezüst    | Hatlaczky Ferenc    | Magyarország (HUN)          | 47:53,3 |    |
| Bronz    | Michel Scheuer      | Egyesült Német Csapat (EUA) | 48:00,3 |    |
| 4.       | Thorvald Strömberg  | Finnország (FIN)            | 48:15,8 |    |
| 5.       | Igor Piszarev       | Szovjetunió (URS)           | 49:58,2 |    |
| 6.       | Ladislav Čepčianský | Csehszlovákia (TCH)         | 50:08,2 |    |
| 7.       | Svend Frømming      | Dánia (DEN)                 | 50:10,0 |    |
| 8.       | Knut Østby          | Norvégia (NOR)              | 51:28,2 |    |
| 9.       | Max Baldwin         | Ausztrália (AUS)            | 51:49,7 |    |
| 10.      | Lloyd Rice          | Kanada (CAN)                | 52:00,4 |    |
| 11.      | Robert O'Brien      | Egyesült Államok (USA)      | 53:02,8 |    |